# Xã Morris, Quận Texas, Missouri
Xã Morris (tiếng Anh: Morris Township) là một xã thuộc quận Texas, tiểu bang Missouri, Hoa Kỳ. Năm 2010, dân số của xã này là 798 người.